# يداخ
قرية يداخ من أقدم وأعرق قرى جبل التويتي مديرية السدة محافظة إب باليمن. 
يسكنها ثلاثمئة نسمة وتحتل موقع جغرافي هام وتقطنها قبيلة آل الفهد وهي ضمن قرى ممسا الصول والذي يضم قرية الصول والمذابب وبيت اللبود وجرين البيرة وذي شروي والمنكب وتنتشر قبيلة آل الفهد في عدد من القرى المجاورة.
نصف قرية السور وثلث قرية خوال بالإضافة إلى عدد كبير هاجروا إلى المدن وكذلك تنتشر في عدد من مناطق ومحافظات الجمهورية منها قرين الفهد في قعطبة ونجد الجماعي وبعدان وصعدة وبني سعيد في الضالع وحجاج خبان ويرأسها عضوا المجلس المحلي الشيخ عبد العزيز حسن الفهد شفاه الله. تمتاز قرية يداخ باثار حضارية صناعية حيث كانة تشتهر بالصناعة الحرفية ولازالة الاماكن تسمى باسم صناعى مثل منطقة 
المصناعة الواقعة وسط القرية وفيها اثار الصناعة الحرفية اماكن محفورة في الصخر الاسود وكانت تستخدم لعهد قريب في دباغة الجلود
وكذلك منطقة المصنعة التي كانت تعتبر موقع صناعي محصن بسور وبوابات
تشتهر قرية يداخ بالثروة الحيوانية من اغنام وابقار وابل ونحل، حيث يمتلك الشخص مابين مائة إلى مائة وخمسون راس عنم ومن اشهرهم 
يحي حسين الفهد ومحمد ثابت وصالح علي وراشد يحي وعلي يحي ومحمد القاضي وعبد الغني. يحد قرية يداخ من الشرق خوال ومن الغرب قرية المنازل ومن الشمال قرية بيت علاية وقرية السور ومن الجنوب ممسا الصول وجرف المولد. تبعد يداخ عن مركز مديرية السدة خمسة كيلومتر وعن إب خمسة وثلاثون كيلومتر.
اسم يداخ اسم اعجمي عثماني أو روماني وفيها اثار تدل على الغزو الروماني حيث توجد اثار خرائب تسمى خرائب الروم وقبورهم قدسية. 
يعمل سكان القرية في الزراعة المطرية مثل الغلات الزراعية من شعير وحنطة والذرة الشامية وتزرع فيها اشار معمرة مثل اشجار الكافور. البحرزاف. يحصل منها على الاخشاب. تفتقر القرية للموارد المائية النادرة مثلها مثل باقي قرى جبل التويتي، وتربطها علاقات اجتماعية طيبة مع القرى المجاورة
أضف إلى ذلك الجروف الاثرية والمبنية بتصميم هندسي نادر مع ضخامة احجار البناء.. وتسمى دروم ومفردها درم ومن أشهرها والتي لا تزال قائمة حتى الساعة: درم السافعة، درم شعب الجرادي، درم مقولة، ودرم الجرين. لازالت تستخدم من قبل رعاة الغنم وقت الأمطار ويوجد اثار أخرى للجروف.
تسببت الهجرة من القرية إلى مركز المديرية بخلو عدد كبير من المنازل من ساكنيها مما عرضها للخراب والسبب الرئيس للهجرة عدم توفر مصادر دخل في القرية مما اضطر البعض للهجرة .
حالياً وحتى هذه اليوم الجمعة ٣٠ يوليو ٢٠٢١ لم يعد يسكن القرية الا ١٥ اسرة وعدد الأفراد لا يتجاوز المائة نسمة .